# ドミンゴス・マルチンス
ドミンゴス・マルチンス（Domingos Martins）は、ブラジルのエスピリトサント州の基礎自治体であり、その自治体の中心都市。市の総面積は1,240.4km2。人口は33,986人（2020年）。

## 地理
ドミンゴス・マルチンスは州都のヴィトーリアから西に約60kmで海抜542mに位置する。州の高山の地域にあたり熱帯林が多くあるので、｢緑の町｣（ポルトガル語でCidade do Verde）と言われている。州の他の地域は多くの森が消失している。市の境には2,000m以上の山脈がある。その海抜1,822mのところに周辺の景色とは全く違った珪岩地帯で有名なペドラ・アズール州立公園（Pedra Azul State Park）がある。岩の上には特殊な地衣類が生えているので岩の色が青くなっている。青い（Azul）岩（Pedra）が公園の名前になっている。

## 歴史
1893年の町の創設時は「カンピニョ」（Campinho）と呼ばれていた。サンタ・イザベルの植民地の一部で、当初は2番目の町であったが、すぐに中心都市となった。ペルナンブコ革命の英雄のドミンゴス・ジョゼ・マルチンスジョゼにちなみ、1921年12月20日に現在の町名に変更された。

## 出身者
- カルロス・ジェルマーノ - サッカー選手